# Eshkaft-e Salman
Eshkaft-e Salman o Shekaft-e Salman è un sito archeologico in Iran nelle vicinanze di Izeh.

## Ubicazione
Sul lato sud-ovest della valle, a 2,5 km dal centro della città di Izeh, nel sud-ovest dell'Iran, si trova la maestosa "grotta romantica" di Shekaft-e Salman ("Grotta di Salomone") dove, stagionalmente, scorre una cascata su un'alta parete rocciosa, passando attraverso l'ingresso di una grotta naturale sottostante. Le sue acque si fondono con l'acqua sorgiva che sgorga dalla grotta. Quattro rilievi, Shekaft-e Salman (SSI-SSII-SSIII e SSIV), sono stati scolpiti all'interno e a destra dell'imboccatura della grotta. Le somiglianze con i pannelli in mattoni iscritti a Susa suggeriscono una datazione del XII secolo a.C. per i primi due rilievi (SSI e SSII), raffiguranti famiglie reali e probabilmente scolpiti in relazione alle attività di culto svolte dalla Casa Shutrukid nei santuari all'aperto dell'altopiano.

## Descrizione

### Shekaft-e Salman I (XII secolo e XI-VII secolo a.C.)
(alto 1,9 e largo 3,30/2,60 metri, XII e XI- VII secolo a.C.). Scolpito all'interno di un pannello rettangolare a circa 8,5 m dal suolo, SSI raffigura due uomini, un ragazzo e una donna in piedi di profilo orientati verso la grotta, che compiono gesti di adorazione davanti a un braciere. Sembra che la tavola originale, databile intorno al XII secolo a.C., avesse mostrato solo la famiglia reale (maschio B, ragazzo e femmina) e che il braciere e l'uomo più vicino (maschio A) fossero stati aggiunti nell'XI-VII secolo a.C.. Un'iscrizione elamita mal conservata, aggiunta al rilievo nel VII-VI secolo a.C. da Hanni, kutur (custode, protettore) di Ayapir si estende sopra la parte inferiore del rilievo. Il primo uomo del gruppo (maschio A) alza le braccia in avanti, flesse all'altezza del gomito. Le mani sono chiuse a pugno, gli indici allungati. Ha una lunga barba, un paio di lunghe ciocche laterali che terminano con un ricciolo, un'acconciatura a "visiera" e una lunga treccia che si estende lungo la schiena e termina in un ricciolo all'altezza della vita. Il suo abito è a maniche corte, con cintura in vita e ha una gonna a campana al ginocchio. I suoi piedi sono nudi. Il secondo uomo (maschio B) unisce le mani in vita. Ha un abito, un viso, una pettinatura e un fisico simili al precedente. Il ragazzo, dietro di lui, indossa un indumento simile e adotta lo stesso gesto delle mani giunte. L'ultima della fila è la donna, che tiene il braccio destro flesso all'altezza del gomito con la mano alzata e l'indice esteso in un gesto rivolto verso l'alto. La mano sinistra è tenuta davanti alla vita e potrebbe afferrare un tessuto piegato. La camicia a maniche corte si modella sui seni piccoli e la gonna lunga a campana, lunga fino al pavimento, copre i piedi e si allarga in due punte triangolari sull'orlo. Una piccola fascia sulla fronte segue la linea dei capelli, che si estende verso l'alto in una grande massa e si gonfia nella parte posteriore. Il viso è piuttosto rotondo, con guance pronunciate, bocca piccola e doppio mento. Il collo è ornato da una collana con un prolungamento (o una treccia?) lungo la linea del braccio (come la femmina in SSII sotto).

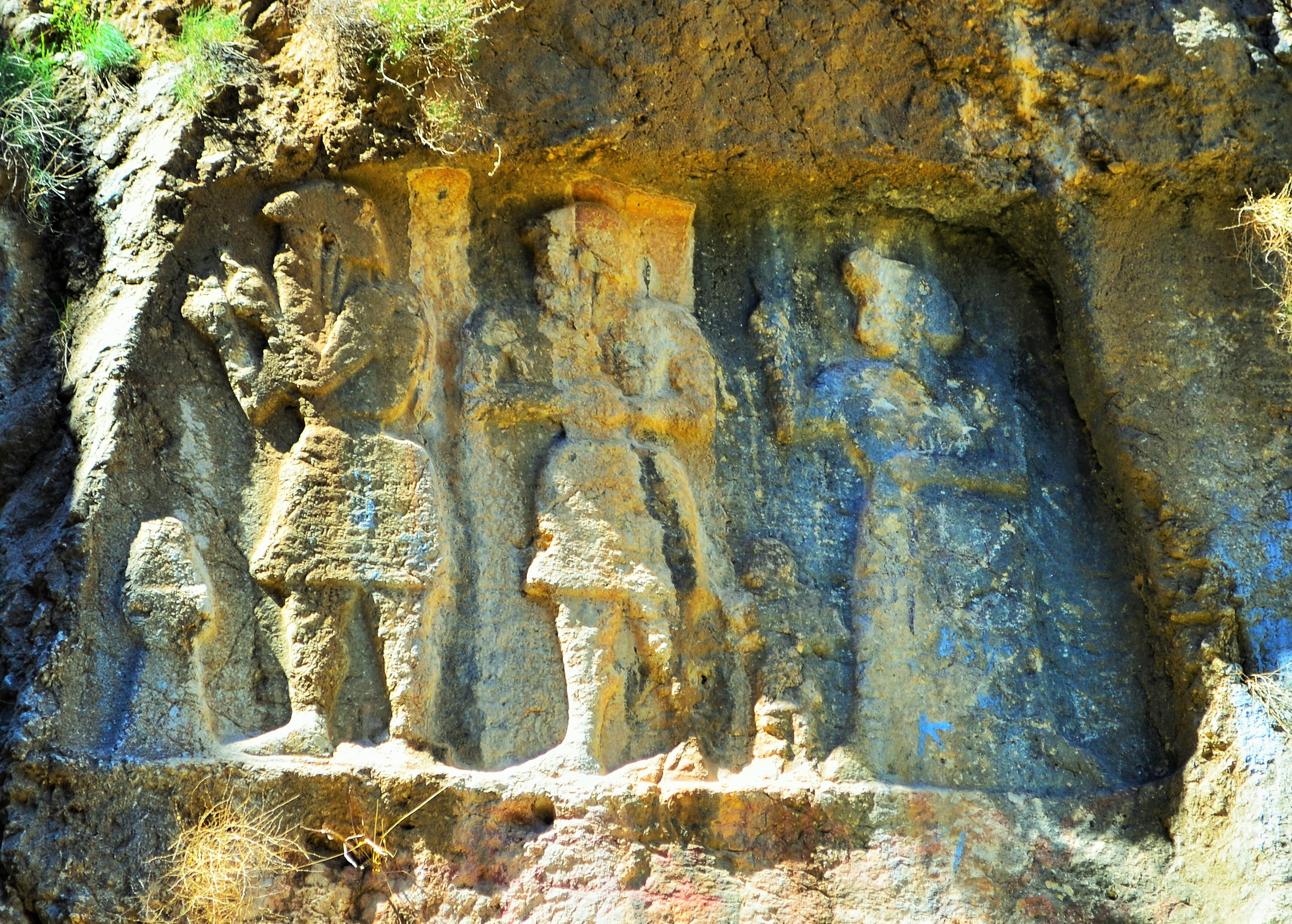
Rilievo di Shekaft-e Salman I (J. Alvarez-Mon)

### Shekaft-e Salman II (XII secolo a.C.)

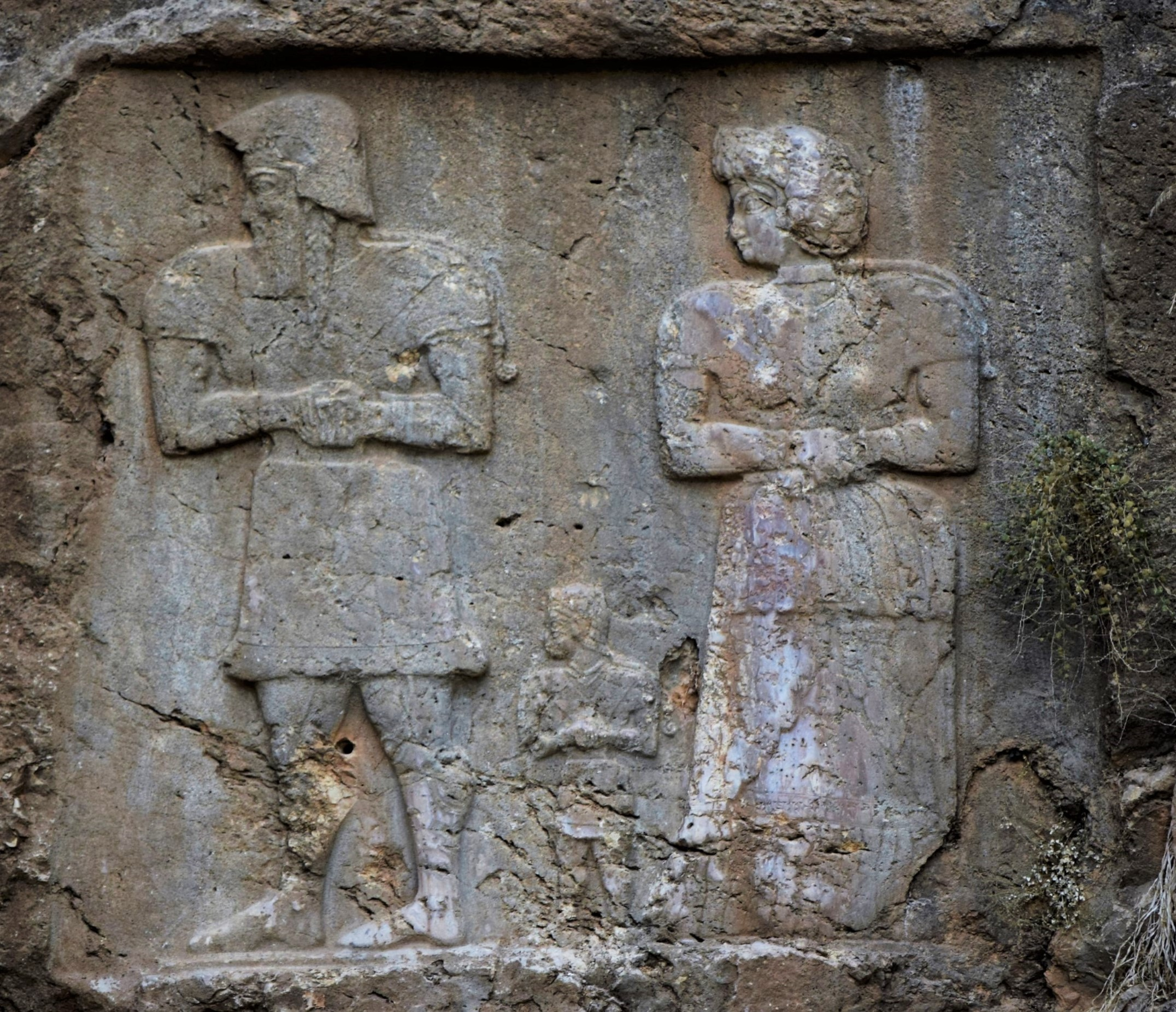
Rilievo di Shekaft-e Salman II (J. ALvarez-Mon)

(alto 1,92 e largo. 2,23 metri, XII secolo a.C.). Scolpito in un pannello rettangolare all'incirca alla stessa altezza (almeno 8 metri) di SSI, ma più vicino all'entrta della grotta, raffigura un uomo, un ragazzo e una donna in piedi orientati verso la grotta. L'uomo è su un basso piedistallo davanti e stringe le mani in vita. Una fascia sopra il polso sinistro si estende lungo la lunghezza dell'avambraccio fino al gomito (forse cinghie legate all'armamentario del tiro con l'arco). L'abito ha maniche corte e lunghe frange che attraversano il petto a forma di V. Una linea curva al collo potrebbe indicare un indumento intimo o una collana. La vita stretta è cinta da un'ampia fascia e la gonna a campana si allarga sopra il ginocchio in un orlo sfrangiato. L'acconciatura a "visiera" copre la parte superiore dell'orecchio e una fascia stretta corre lungo la fronte. Un paio di ciocche laterali intrecciate lunghe fino al petto si restringono verso l'estremità dove si arricciano verso l'alto in direzioni opposte e un'altra lunga treccia corre lungo la spalla sinistra, terminando con un ricciolo sopra il gomito. Il ragazzo indossa lo stesso stile di indumento, copricapo e treccia posteriore ed esegue lo stesso gesto. Dietro di lui, la donna si afferra il polso sinistro con la mano destra. La mano sinistra potrebbe tenere un tessuto piegato. La definizione di seno piccolo con capezzoli suggerisce un capo camicia realizzato in tessuto pregiato. La gonna a campana scende dalla vita stretta a terra, coprendo i piedi. È divisa in una sequenza di tre frange: una fila superiore di frange lunghe, una fila centrale di frange ondulate che decresce in lunghezza verso il centro creando uno spazio triangolare, e una fila inferiore di frange composta da quindici lunghe nappe. La faccia ben conservata è rotonda, con doppio mento, bocca piccola e leggermente sorridente, ciglia folte e grande occhio. I capelli si estendono verso l'alto nella parte anteriore, coprono l'orecchio e si gonfiano in una massa simile a una crocchia sul retro. Il collo è circondato da un girocollo, che può essere fissato da un fermaglio con una lunga estensione (una treccia?) che termina con un ricciolo. Una fascia stretta corre lungo la fronte all'attaccatura dei capelli e scende verso un orecchino a forma di otto.
Tre le didascalie aggiunte a questo rilievo, da Hanni di Ayapir, nel VII-VI secolo a.C. In una di esse (IIA), ora illeggibile, c'era una scritta sopra la frangia della gonna del maschio adulto. Le altre due, una sulla gonna del ragazzo (IIB) e l'altra sopra l'orlo sfrangiato dell'abito lungo della donna (IIC), furono lette da Hinz, rispettivamente, come Zashehshi(?), figlia(?) di Hanni e Amatema, moglie o figlia (?) di Hanni.
In alcuni dettagli queste raffigurazioni di coppie reali a Shekaft-e Salman sono sorprendentemente simili alla coppia frammentaria di un tabernacolo reale a Susa. I paralleli più vicini sono nel caratteristico paio di lunghe ciocche laterali intrecciate che si arricciano alle estremità, l'indumento a maniche corte con frange che attraversano il petto a forma di V, le spalle larghe e il gesto delle mani giunte. Paralleli nelle regine sono i seni piccoli e la camicia a maniche corte. Allo stesso tempo, ci sono notevoli divergenze. Sui pannelli in laterizio di Susa non si rilevano specificamente tracce di bambini (tenendo presente però che i mattoni erano molto frammentari); il re indossa un indumento lungo piuttosto che corto, scarpe e non ha alcun segno di bracciali; la regina ha una chiusura a palmetta sulla manica, nessuna treccia (?) lungo il braccio, la mano destra aperta (piuttosto che afferrare il polso sinistro o puntare l'indice), e un indumento leggermente più corto con i piedi visibili. Sebbene non identiche, le somiglianze con i pannelli in mattoni iscritti a Susa suggeriscono una datazione del XII secolo a.C. per SSI e SSII. Shilhak-Inshushinak era apparentemente appassionato di ritratti di famiglia reale, dicendoci direttamente di aver commissionato una stele in pietra raffigurante se stesso con Nahhunte-Utu e "la nostra famiglia".

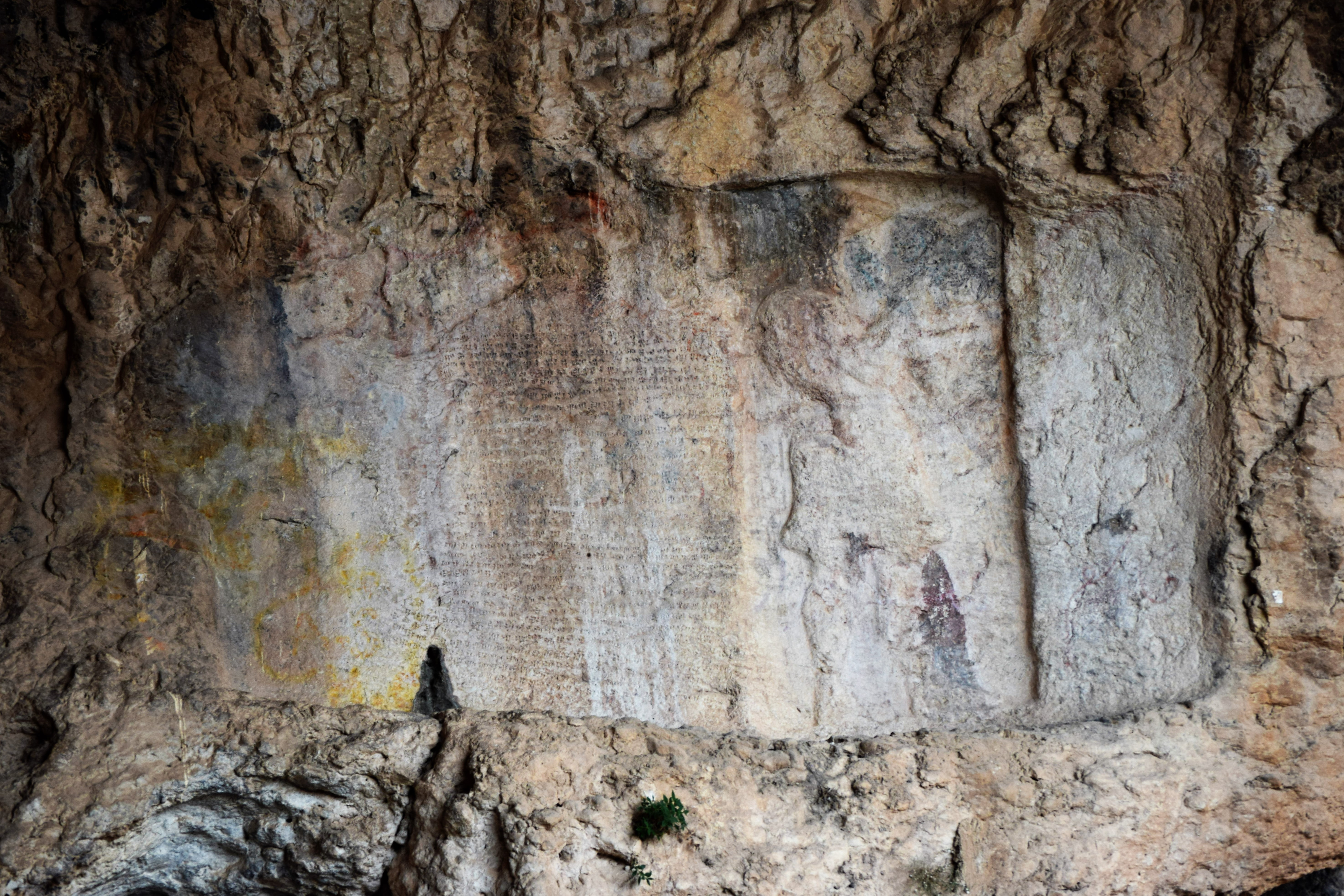
Rilievo di Shekaft-e Salman III (J. Alvarez-Mon)

### Shekaft-e Salman III (XI-VII secolo a.C.)
(alto 2,35 e largo 4,45 metri). Rilievo, scolpito all'interno dell'imboccatura della grotta, raffigurante un uomo in piedi di profilo orientato verso il suo interno. Indossa un indumento a maniche corte con una corta gonna a campana e alza le mani davanti al viso con gli indici tesi in segno di indicazione. Una lunga iscrizione di Hanni è stata aggiunta alla sua destra e un grande pannello bianco alla sua sinistra. La data di questo rilievo potrebbe essere già a partire dal XI secolo al VII secolo a.C.

### Shekaft-e Salman IV (XII-XI secolo a.C.)
(alto 2,30 e largo 1,25 metri). Rilievo scolpito all'interno dell'imboccatura della grotta raffigurante un uomo in piedi su un piccolo piedistallo orientato verso l'interno della grotta. Indossa un indumento a maniche corte con una gonna lunga e unisce le mani in vita. Una data dal XII all'XI secolo a.C. sembra la più appropriata per questo rilievo.

### Commento

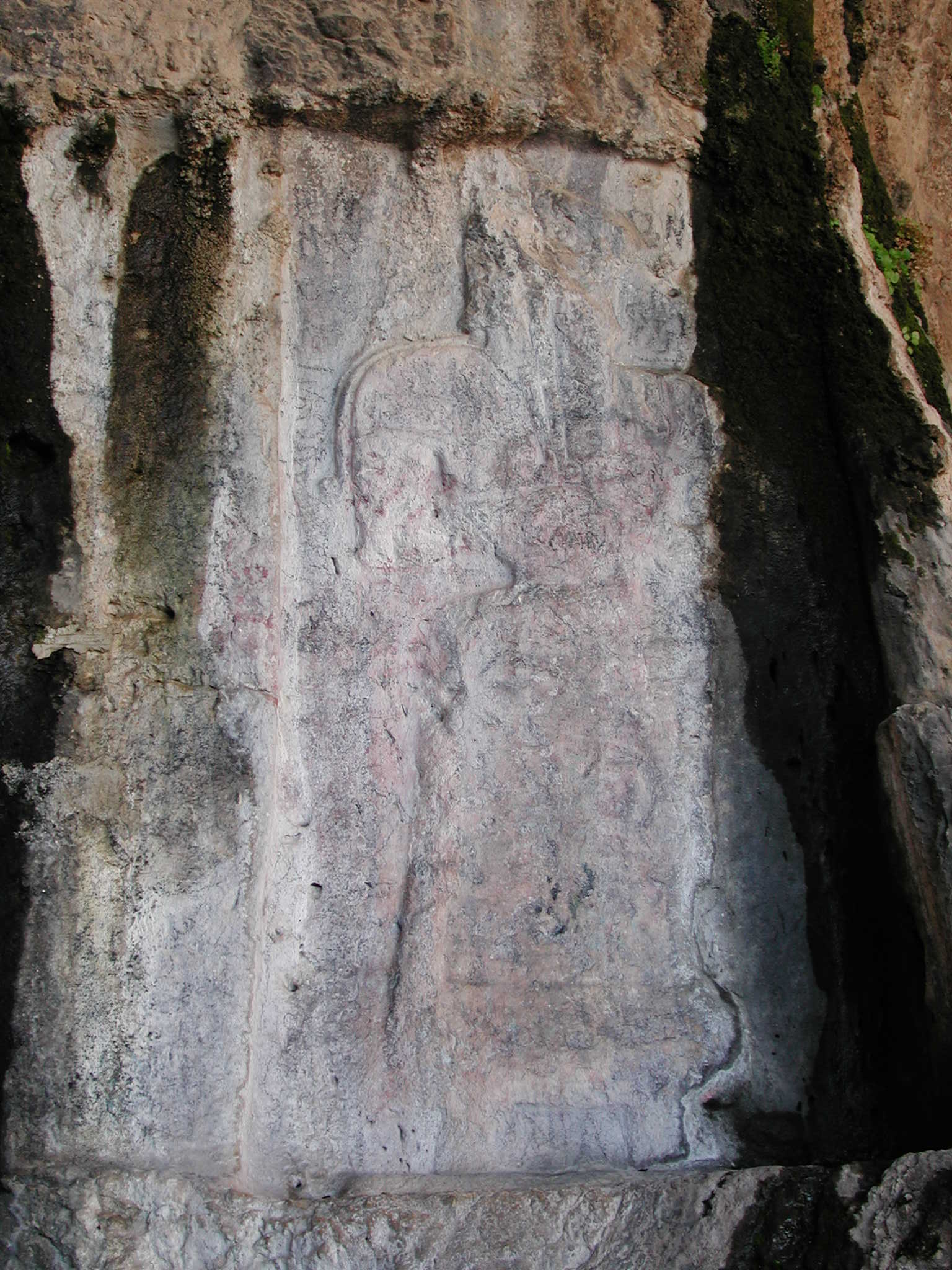
Rilievo di Shekaft-e Salman IV (J. Alvarez-Mon)

Le iniziative artistiche degli Shutrukids hanno lasciato un'impronta distintiva sulle successive manifestazioni artistiche sia a Susa che negli altopiani dell'Elam, soprattutto per quanto riguarda la rappresentazione della regalità. Proprio come le iscrizioni reali, l'arte ufficiale delle élite era per natura arcaizzante e, di conseguenza, oltre a onorare la tradizione e mantenere viva la memoria degli antenati, la capacità di replicare i capolavori del passato doveva essere un segno di eccellenza artistica. Un esempio che può dimostrare questo principio è l'aggiunta successiva del sovrano in SSI (maschio A), che ha molto in comune sia con l'arte religiosa vecchio stile del periodo sukkalmah sia con le immagini dell'élite Shutrukid, eppure alcuni dettagli suggeriscono una possibile manifattura successiva (forse in epoca neoelamita).

## Galleria d'immagini

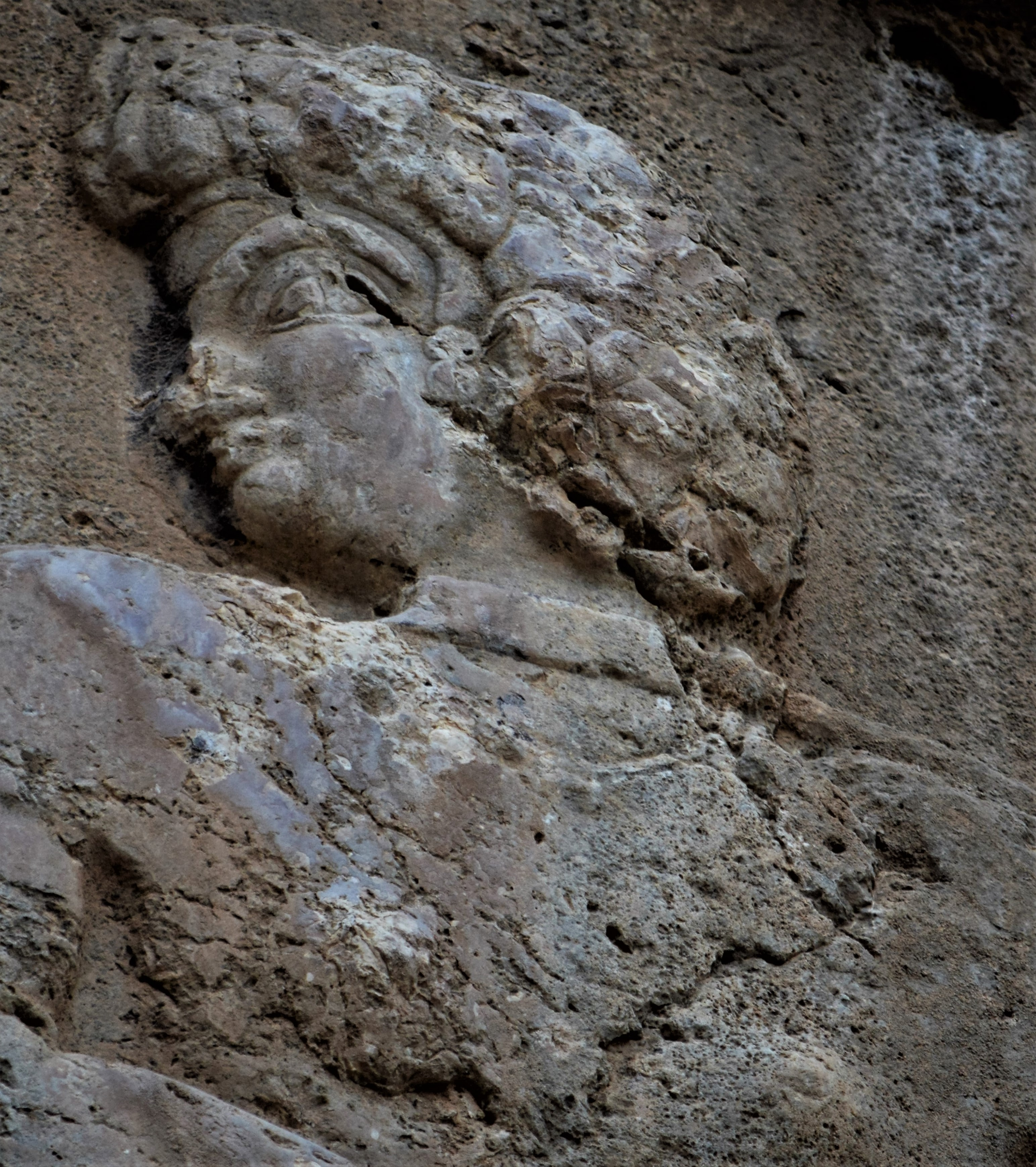
Particolare della regina elamita a Shekaft-e Salman II, XII secolo a.C. (J. Alvarez-Mon)